# Ryūzō Saki
Ryūzō Saki (佐木 隆三?, Saki Ryūzō; Hamgyŏng Settentrionale, 14 aprile 1937 – Kitakyūshū, 31 ottobre 2015) è stato uno scrittore giapponese.

## Biografia
Saki nacque nello Hamgyŏng Settentrionale, una provincia dell'attuale Corea del Nord. Scrisse numerosi libri su alcuni noti serial killer giapponesi, come Norio Nagayama, Tsutomu Miyazaki, Fusako Sano e Futoshi Matsunaga, e sulla criminalità in generale, argomento che lo affascinava molto. Particolarmente famoso fu il libro Vengeance Is Mine, basato sugli omicidi del criminale Akira Nishiguchi, dal quale verrà tratto il film La vendetta è mia, diretto da Shōhei Imamura. Grazie a questo libro, Saki fu premiato il 14 gennaio 1976 con il Premio Naoki.
Nel 1992 scrisse invece un libro sul principe Itō Hirobumi e sull'attivista An Jung-geun, intitolato Itō Hirobumi to An Jung-geun. Morì il 31 ottobre 2015 a Kitakyūshū per un cancro alla gola.